# Song Jae-ho
Song Jae-ho (kor. 송 재호, ur. 19 lutego 1990 w Jeonju) – południowokoreański szermierz specjalizujący się w szpadzie, brązowy medalista igrzysk olimpijskich.
Na igrzyskach olimpijskich w Tokio w 2020 roku Koreańczycy w składzie: Park Sang-young, Ma Se-geon, Song Jae-ho i Kweon Young-jun zdobyli brązowy medal drużynowo. W rywalizacji indywidualnej nie wystartował. Ponadto razem z kolegami z reprezentacji zdobył też brązowy medal drużynowo na mistrzostwach Azji w Szanghaju w 2013 roku. Nie zdobył medalu mistrzostw świata.